# فانا سالوس
فانا سالوس (بالإنجليزية: Vana-Saaluse)‏ هي قرية تقع في إستونيا في Vastseliina Parish.